# Leichtathletik-Weltmeisterschaften 2005/10.000 m der Frauen

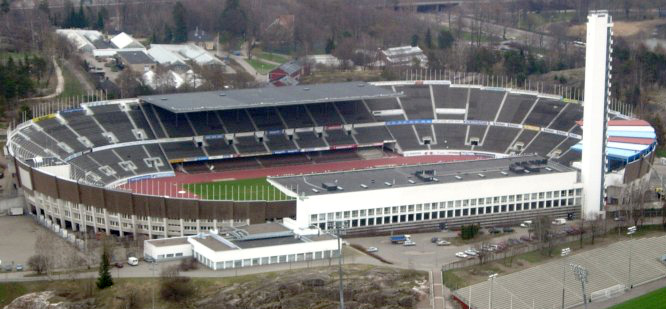
Das Olympiastadion in Helsinki im Mai 2005

Der 10.000-Meter-Lauf der Frauen bei den Leichtathletik-Weltmeisterschaften 2005 fand am 6. August 2005 um 21:12 Uhr Ortszeit im Olympiastadion der finnischen Hauptstadt Helsinki statt.
Wie später auch über 5000 Meter gingen alle drei Medaillen an die Läuferinnen aus Äthiopien.

Es siegte Tirunesh Dibaba, die über 5000 Meter 2003 Weltmeisterin und 2004 Olympiadritte war. Auch hier in Helsinki entschied sie eine Woche später das Rennen auf der halben Distanz für sich.

Wie bei den Weltmeisterschaften 2001 kam die Titelverteidigerin und Afrikameisterin von 1993 Berhane Adere auf den zweiten Platz. Sie war 1998 außerdem Afrikameisterin über 5000 Meter.

Bronze ging an Ejegayehu Dibaba, 2003 Vizeweltmeisterin über 5000 Meter, die auch bei diesen Weltmeisterschaften sieben Tage später im 5000-Meter-Lauf die Silbermedaille errang.

## Bestehende Rekorde
| Weltrekord | 29:31,78 min | Wang Junxia   | Peking, Volksrepublik China  | 8. September 1993 |
| WM-Rekord  | 30:04,18 min | Berhane Adere | WM 2003 in Paris, Frankreich | 23. August 2003   |

Der bestehende WM-Rekord wurde bei diesen Weltmeisterschaften nicht eingestellt und nicht verbessert.
Es gab einen Landesrekord:
- 30:30,26 min – Edith Masai Kenia

## Durchführung
Bei nur 26 Teilnehmerinnen waren keine Vorläufe notwendig, alle Läuferinnen traten gemeinsam zum Finale an.

## Ergebnis

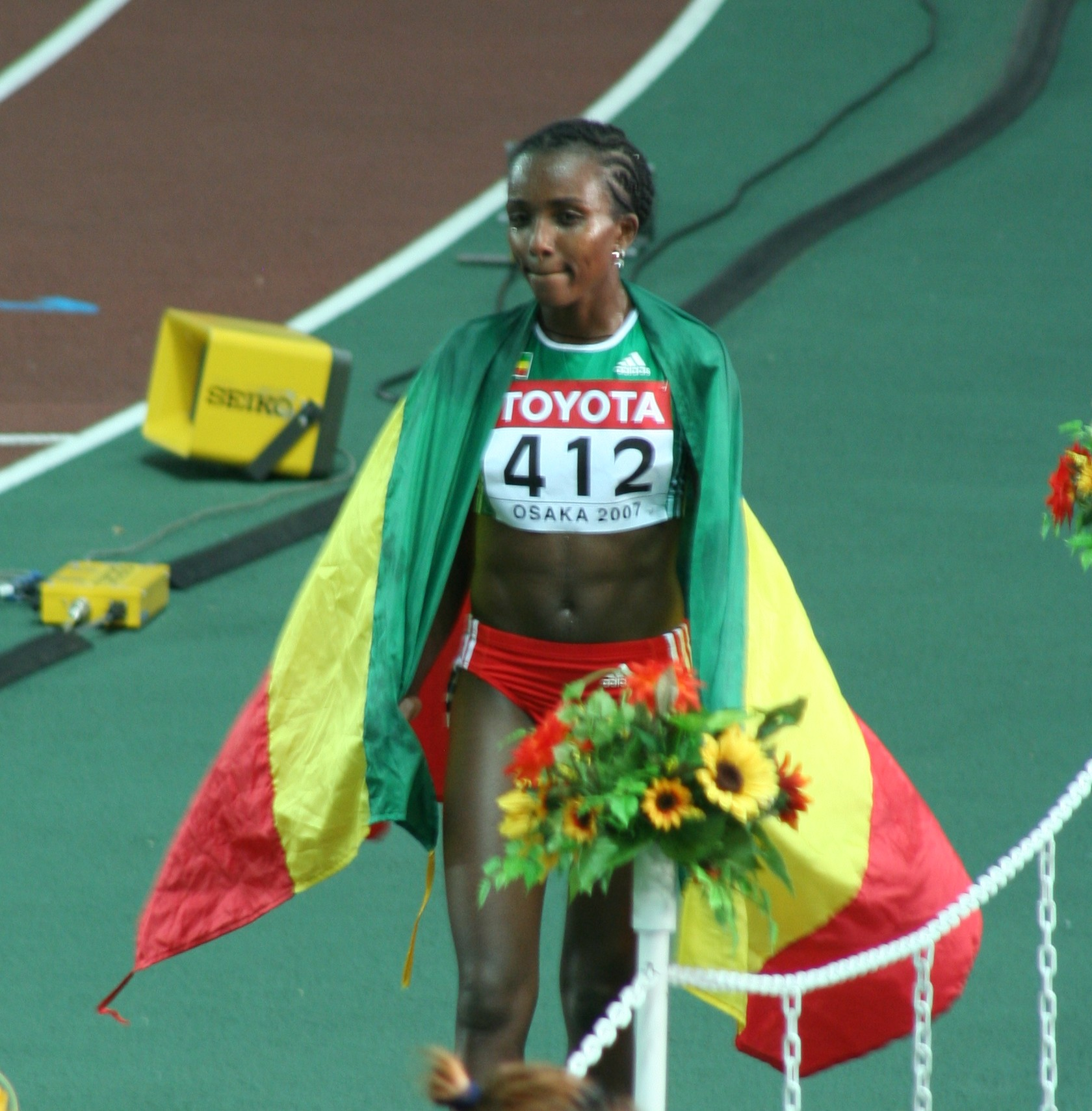
Erster großer Erfolg für Tirunesh Dibaba auf der längsten Bahndistanz, zuvor über 5000 Meter 2003 Weltmeisterin und 2004 Olympiadritte – auch hier siegte sie in der Woche darauf über 5000 Meter

6. August 2005, 21:12 Uhr
| Platz | Athletin                | Land                | Zeit (min)  |
| ----- | ----------------------- | ------------------- | ----------- |
|       | Tirunesh Dibaba         | Äthiopien           | 30:24,02    |
|       | Berhane Adere           | Äthiopien           | 30:25,41    |
|       | Ejegayehu Dibaba        | Äthiopien           | 30:26,00    |
| 04    | Xing Huina              | Volksrepublik China | 30:27,18    |
| 05    | Edith Masai             | Kenia               | 30:30,26 NR |
| 06    | Werknesh Kidane         | Äthiopien           | 30:32,47    |
| 07    | Sun Yingjie             | Volksrepublik China | 30:33,53    |
| 08    | Galina Bogomolowa       | Russland            | 30:33,75    |
| 09    | Paula Radcliffe         | Großbritannien      | 30:42,75    |
| 10    | Irene Kwambai Kipchumba | Kenia               | 30:55,80    |
| 11    | Kayoko Fukushi          | Japan               | 31:03,75    |
| 12    | Jeļena Prokopčuka       | Lettland            | 31:04,55    |
| 13    | Alla Schiljajewa        | Russland            | 31:17,97    |
| 14    | Katie McGregor          | USA                 | 31:21,20    |
| 15    | Kimberley Smith         | Neuseeland          | 31:24,29    |
| 16    | Jennifer Rhines         | USA                 | 31:26,66    |
| 17    | Sabrina Mockenhaupt     | Deutschland         | 31:28,21    |
| 18    | Hitomi Miyai            | Japan               | 31:43,74    |
| 19    | Benita Willis           | Australien          | 31:55,15    |
| 20    | Alena Samokhvalova      | Russland            | 31:57,85    |
| 21    | Hiromi Ōminami          | Japan               | 32:02,38    |
| 22    | Blake Russell           | USA                 | 32:07,00    |
| 23    | Mihaela Botezan         | Rumänien            | 32:28,29    |
| 24    | Dulce María Rodríguez   | Mexiko              | 33:04,73    |
| DNF   | Marie Davenport         | Irland              |             |
| DNF   | Kathy Butler            | Großbritannien      |             |
| DNS   | Alice Timbilili         | Kenia               |             |

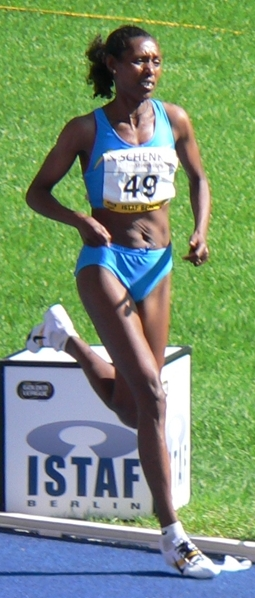
Titelverteidigerin Berhane Adere kam hier wie 2001 auf den zweiten Platz

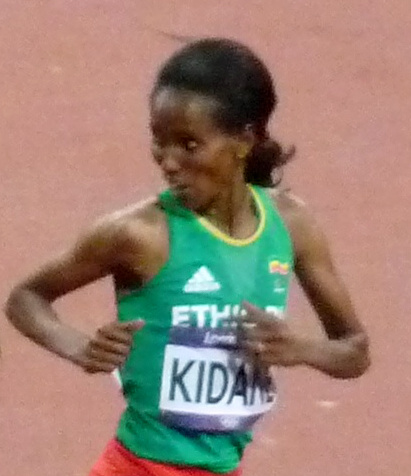
Werknesh Kidane, 2003 Vizeweltmeisterin, belegte Platz sechs
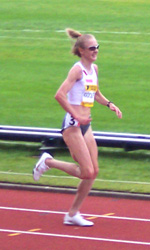
Paula Radcliffe, unter anderem amtierende Europameisterin, kam auf den neunten Platz – am Schlusstag gewann sie den Marathonlauf
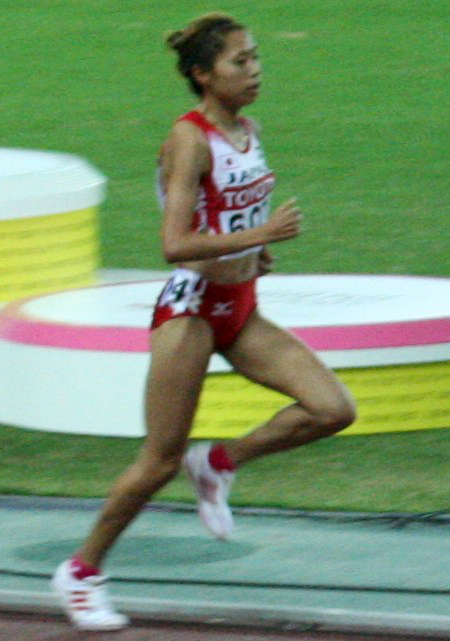
Die elftplatzierte Kayoko Fukushi

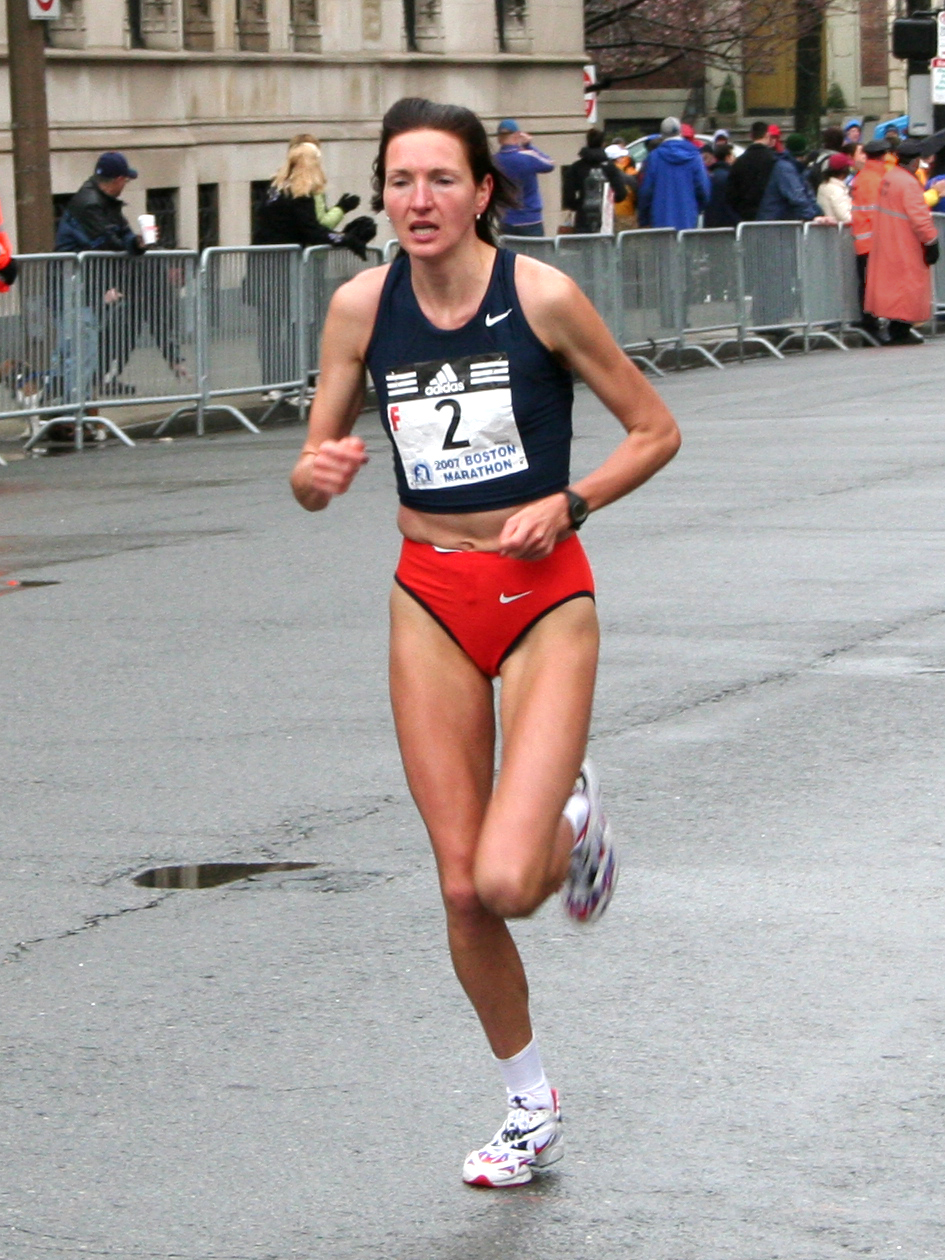
Jeļena Prokopčuka – Rang zwölf
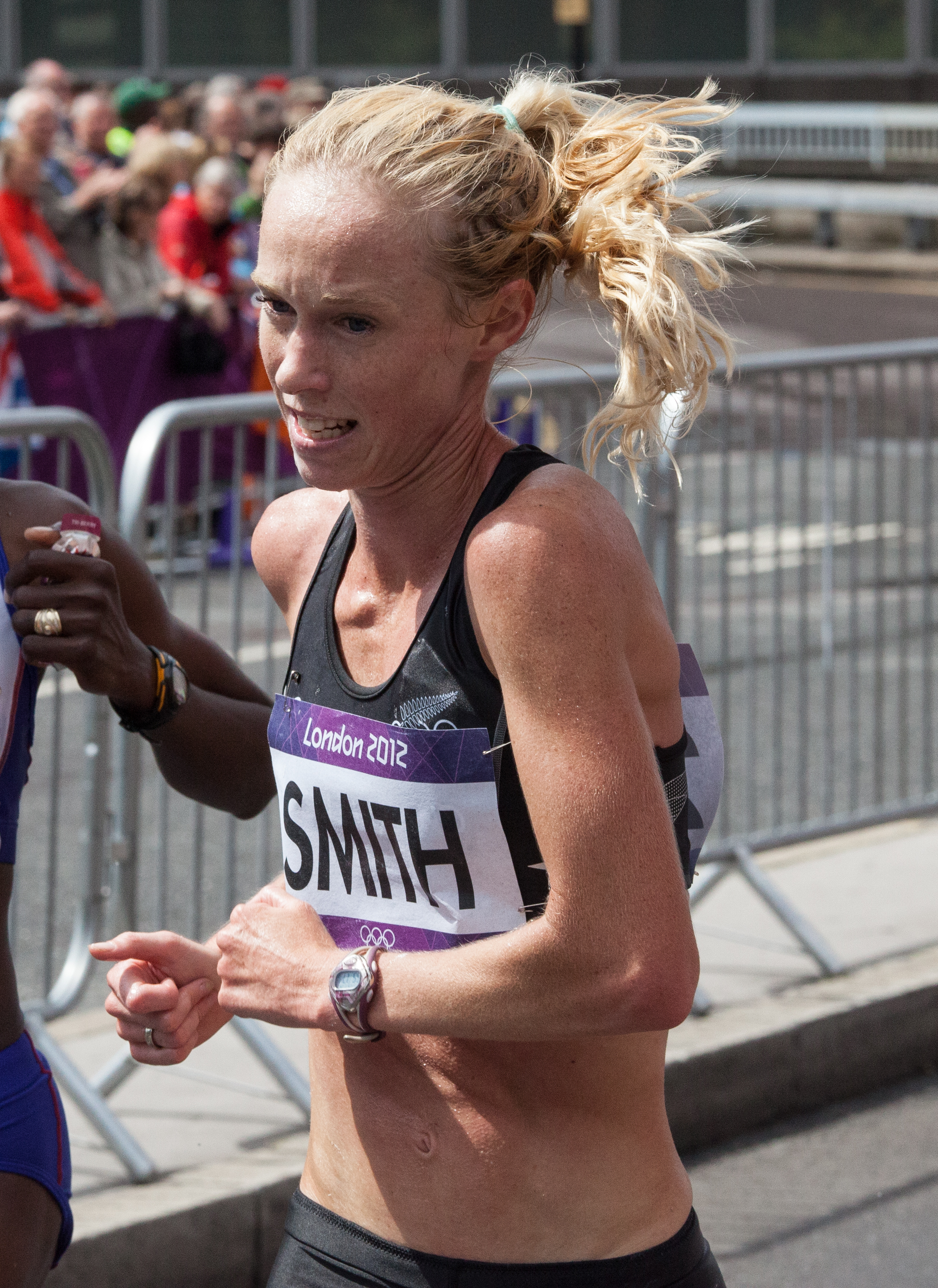
Kimberley Smith wurde Fünfzehnte
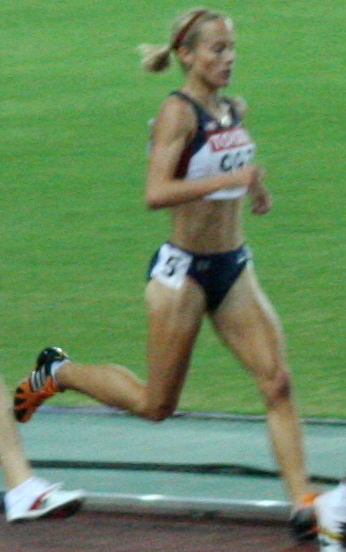
Jennifer Rhines – Rang sechzehn

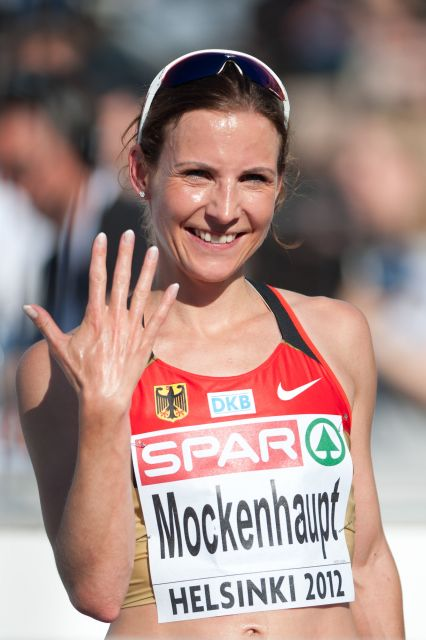
Sabrina Mockenhaupt erreichte Platz siebzehn
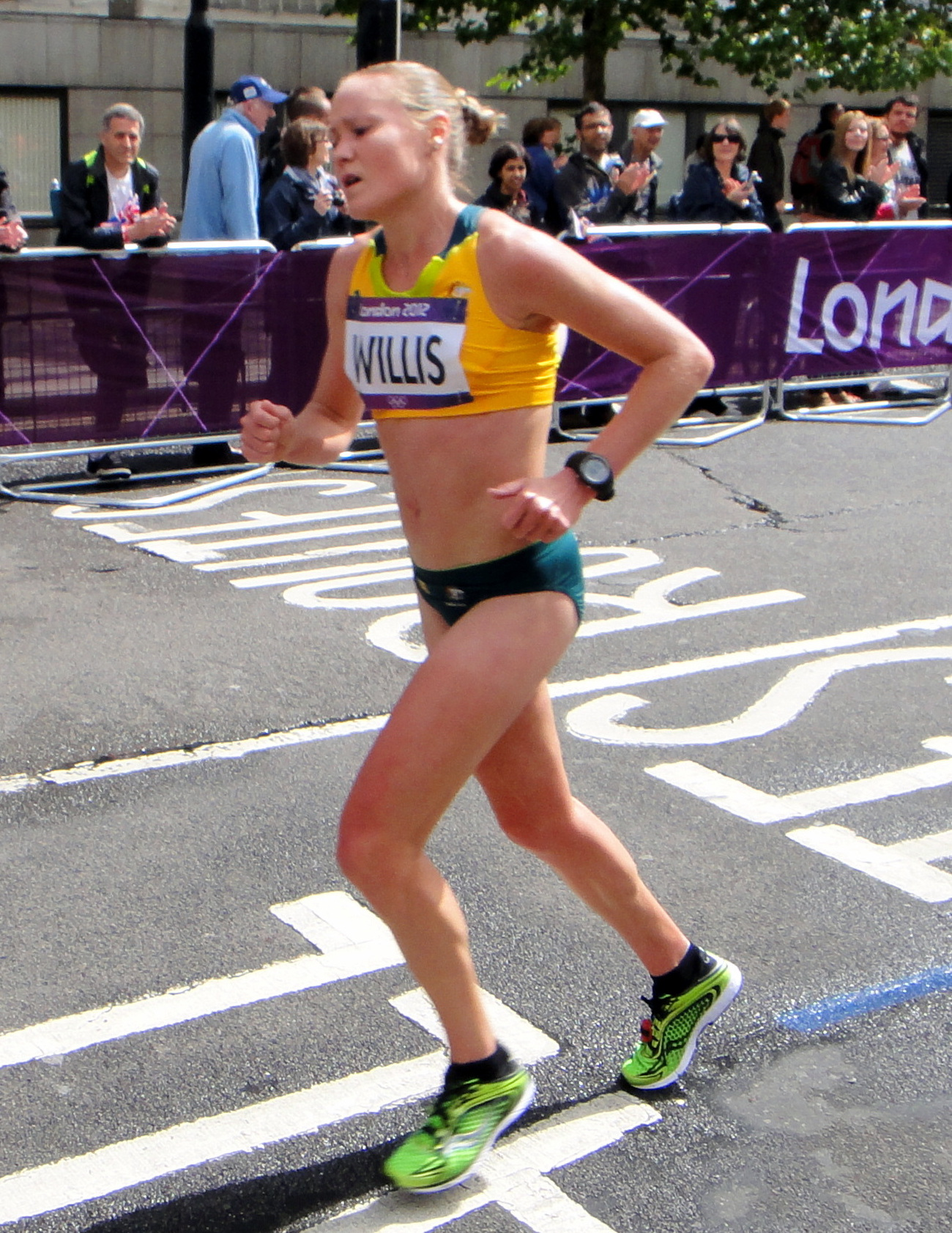
Rang neunzehn für Benita Willis
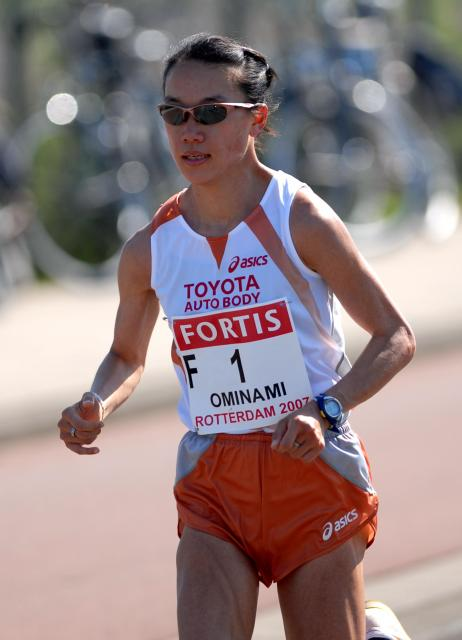
Hiromi Ōminami – Platz 21

## Video
- 2005 World Championship Women's 10000m, youtube.com, abgerufen am 7. Oktober 2020